# Mozena lurida
Mozena lurida är en insektsart som först beskrevs av William Sweetland Dallas 1852.  Mozena lurida ingår i släktet Mozena och familjen bredkantskinnbaggar. Inga underarter finns listade i Catalogue of Life.